# Chiloglanis lufirae
Chiloglanis lufirae é uma espécie de peixe da família Mochokidae.
É endémica do Burundi.
Os seus habitats naturais são: rios.
Está ameaçada por perda de habitat.